# Eustrophus substriatus
Eustrophus substriatus là một loài bọ cánh cứng trong họ Tetratomidae. Loài này được Fairmaire miêu tả khoa học đầu tiên năm 1869.